# Félix Moloua
Félix Moloua (n. 1 iunie 1957) este un politician din Republica Centrafricană, care ocupă funcția de prim-ministru al țării începând cu 7 februarie 2022. Anterior, a fost ministru al planificării, economiei și cooperării al Republicii Centrafricane.
Moloua are o pregătire profesională ca matematician, fizician și demograf. A predat la Universitatea din Bangui și este autorul a trei cărți despre copii și adolescenți în Republica Centrafricană. După ce l-a înlocuit pe Henri-Marie Dondra, considerat mai pro-francez, presa internațională l-a descris pe Moloua drept un „tehnocrat” și un „loialist al lui Touadéra”; un diplomat centrafrican a declarat că acesta „nu are un profil politic”.